# Državna cesta D535
D535 je državna cesta u Hrvatskoj. Ukupna daljina iznosi 12,1 km.

## Naselja
- Drvenik
- Ravča